# Station Drayton Park
Drayton Park is een spoorwegstation van National Rail in Islington in Engeland. Het station is eigendom van Network Rail en wordt beheerd door Govia Thameslink Railway. 